# Grand Prix Formule 1 van Australië 2014
De Grand Prix Formule 1 van Australië 2014 werd gehouden op 16 maart 2014 op het Albert Park Street Circuit. Het was de eerste race van het kampioenschap. Het was tevens de eerste race onder de nieuwe reglementen. Vanaf 2014 wordt er gereden met 1,6 liter V6-motoren.

## Wedstrijdverslag

### Achtergrond

#### DRS-systeem
Voor het DRS-systeem wordt, net zoals in 2013, één detectiepunt gebruikt na de veertiende bocht. Als een coureur hier binnen een seconde achter een andere coureur rijdt, mag hij zijn achtervleugel open zetten op het rechte stuk op start-finish en tussen de tweede en de derde bocht.

### Banden
Pirelli heeft ervoor gekozen de "soft" en "medium" banden naar Australië mee te nemen.

### Kwalificatie
Lewis Hamilton behaalde voor Mercedes de eerste pole position van het seizoen. Daniel Ricciardo start als tweede in zijn eerste race voor Red Bull, terwijl Hamiltons teamgenoot Nico Rosberg de top drie compleet maakt. Kevin Magnussen start bij zijn debuutrace in de Formule 1 als vierde voor het team McLaren, voor de Ferrari van Fernando Alonso. Jean-Éric Vergne kwalificeerde zich voor Toro Rosso als zesde voor de Force India van Nico Hülkenberg en de debuterende Daniil Kvjat, eveneens uitkomend voor Toro Rosso. De top 10 wordt afgesloten door het Williams-duo Felipe Massa en Valtteri Bottas.
Regerend wereldkampioen Sebastian Vettel wist in zijn Red Bull niet verder te komen dan de dertiende startplaats, één positie achter de naar Ferrari terugkerende Kimi Räikkönen, die aan het eind van Q2 crashte. Zij schuiven echter nog een positie op doordat Valtteri Bottas zijn versnellingsbak heeft gewisseld en hierdoor vijf plaatsen straf krijgt, net als de Sauber van Esteban Gutiérrez. Pastor Maldonado zette in zijn Lotus geen tijd neer in Q1, maar mocht van de stewards wel de race starten.

### Race
De race werd gewonnen door Nico Rosberg, nadat polesitter Lewis Hamilton na drie ronden uitviel door een motorprobleem. Ook Sebastian Vettel viel hierdoor een ronde later uit. Het podium werd volgemaakt door Daniel Ricciardo en Kevin Magnussen, voor wie het beiden hun eerste Formule 1-podium was. Jenson Button (McLaren) en Fernando Alonso eindigden vervolgens als vierde en vijfde, voor een sterk rijdende Valtteri Bottas. Nico Hülkenberg eindigde als zevende, voor Kimi Räikkönen, die ondanks enkele remproblemen achtste werd. De laatste punten werden gescoord door het Toro Rosso-duo Jean-Éric Vergne en Daniil Kvjat, die tevens de jongste coureur werd die ooit een Formule 1-punt scoorde.
Na afloop van de race werd Daniel Ricciardo gediskwalificeerd omdat zijn brandstofconsumptie te hoog was. Hierdoor schoof Magnussen op naar de tweede plaats, Button werd derde, Alonso vierde, Bottas vijfde, Hülkenberg zesde, Räikkönen zevende, Vergne achtste, Kvjat negende en Force India-coureur Sergio Pérez tiende.

## Vrije trainingen
- Er wordt enkel de top 5 weergegeven.

| Vrije training 1 | Pos | No | Coureur          | Constructeur      | Tijd     |
| ---------------- | --- | -- | ---------------- | ----------------- | -------- |
| Vrije training 1 | 1   | 14 | Fernando Alonso  | Ferrari           | 1:31.840 |
| Vrije training 1 | 2   | 22 | Jenson Button    | McLaren-Mercedes  | 1:32.357 |
| Vrije training 1 | 3   | 77 | Valtteri Bottas  | Williams-Mercedes | 1:32.403 |
| Vrije training 1 | 4   | 19 | Felipe Massa     | Williams-Mercedes | 1:32.431 |
| Vrije training 1 | 5   | 3  | Daniel Ricciardo | Red Bull-Renault  | 1:32.599 |
| Vrije training 2 | Pos | No | Coureur          | Constructeur      | Tijd     |
| Vrije training 2 | 1   | 44 | Lewis Hamilton   | Mercedes          | 1:29.625 |
| Vrije training 2 | 2   | 6  | Nico Rosberg     | Mercedes          | 1:29.782 |
| Vrije training 2 | 3   | 14 | Fernando Alonso  | Ferrari           | 1:30.132 |
| Vrije training 2 | 4   | 1  | Sebastian Vettel | Red Bull-Renault  | 1:30.381 |
| Vrije training 2 | 5   | 22 | Jenson Button    | McLaren-Mercedes  | 1:30.510 |
| Vrije training 3 | Pos | No | Coureur          | Constructeur      | Tijd     |
| Vrije training 3 | 1   | 6  | Nico Rosberg     | Mercedes          | 1:29.375 |
| Vrije training 3 | 2   | 22 | Jenson Button    | McLaren-Mercedes  | 1:30.766 |
| Vrije training 3 | 3   | 14 | Fernando Alonso  | Ferrari           | 1:30.876 |
| Vrije training 3 | 4   | 44 | Lewis Hamilton   | Mercedes          | 1:30.919 |
| Vrije training 3 | 5   | 3  | Daniel Ricciardo | Red Bull-Renault  | 1:30.970 |

Testcoureurs:
geen

## Kwalificatie
| Pos                 | No | Coureur           | Constructeur         | Q1        | Q2       | Q3       | Grid |
| ------------------- | -- | ----------------- | -------------------- | --------- | -------- | -------- | ---- |
| 1                   | 44 | Lewis Hamilton    | Mercedes             | 1:31.699  | 1:42.890 | 1:44.231 | 1    |
| 2                   | 3  | Daniel Ricciardo  | Red Bull-Renault     | 1:30.775  | 1:42.295 | 1:44.548 | 2    |
| 3                   | 6  | Nico Rosberg      | Mercedes             | 1:32.564  | 1:42.264 | 1:44.595 | 3    |
| 4                   | 20 | Kevin Magnussen   | McLaren-Mercedes     | 1:30.949  | 1:43.247 | 1:45.745 | 4    |
| 5                   | 14 | Fernando Alonso   | Ferrari              | 1:31.388  | 1:42.805 | 1:45.819 | 5    |
| 6                   | 25 | Jean-Éric Vergne  | Toro Rosso-Renault   | 1:33.488  | 1:43.849 | 1:45.864 | 6    |
| 7                   | 27 | Nico Hülkenberg   | Force India-Mercedes | 1:33.893  | 1:43.658 | 1:46.030 | 7    |
| 8                   | 26 | Daniil Kvjat      | Toro Rosso-Renault   | 1:33.777  | 1:44.331 | 1:47.368 | 8    |
| 9                   | 19 | Felipe Massa      | Williams-Mercedes    | 1:31.228  | 1:44.428 | 1:48.079 | 9    |
| 10                  | 77 | Valtteri Bottas   | Williams-Mercedes    | 1:31.601  | 1:43.852 | 1:48.147 | 15   |
| 11                  | 22 | Jenson Button     | McLaren-Mercedes     | 1:31.396  | 1:44.437 |          | 10   |
| 12                  | 7  | Kimi Räikkönen    | Ferrari              | 1:32.439  | 1:44.494 |          | 11   |
| 13                  | 1  | Sebastian Vettel  | Red Bull-Renault     | 1:31.931  | 1:44.688 |          | 12   |
| 14                  | 99 | Adrian Sutil      | Sauber-Ferrari       | 1:33.673  | 1:45.655 |          | 13   |
| 15                  | 10 | Kamui Kobayashi   | Caterham-Renault     | 1:34.274  | 1:45.867 |          | 14   |
| 16                  | 11 | Sergio Pérez      | Force India-Mercedes | 1:34.141  | 1:47.293 |          | 16   |
| 17                  | 4  | Max Chilton       | Marussia-Ferrari     | 1:34.293  |          |          | 17   |
| 18                  | 17 | Jules Bianchi     | Marussia-Ferrari     | 1:34.794  |          |          | 18   |
| 19                  | 21 | Esteban Gutiérrez | Sauber-Ferrari       | 1:35.117  |          |          | 20   |
| 20                  | 9  | Marcus Ericsson   | Caterham-Renault     | 1:35.157  |          |          | 19   |
| 21                  | 8  | Romain Grosjean   | Lotus-Renault        | 1:36.993  |          |          | Pit  |
| 107% tijd: 1:37.129 |    |                   |                      |           |          |          |      |
| 22                  | 13 | Pastor Maldonado  | Lotus-Renault        | Geen tijd |          |          | 21   |

## Race
| Pos | No | Coureur           | Constructeur         | Rondes | Tijd/Oorzaak uitval | Grid | Punten |
| --- | -- | ----------------- | -------------------- | ------ | ------------------- | ---- | ------ |
| 1   | 6  | Nico Rosberg      | Mercedes             | 57     | 1:32:58.710         | 3    | 25     |
| 2   | 20 | Kevin Magnussen   | McLaren-Mercedes     | 57     | +26.777             | 4    | 18     |
| 3   | 22 | Jenson Button     | McLaren-Mercedes     | 57     | +30.027             | 10   | 15     |
| 4   | 14 | Fernando Alonso   | Ferrari              | 57     | +35.284             | 5    | 12     |
| 5   | 77 | Valtteri Bottas   | Williams-Mercedes    | 57     | +47.639             | 15   | 10     |
| 6   | 27 | Nico Hülkenberg   | Force India-Mercedes | 57     | +50.718             | 7    | 8      |
| 7   | 7  | Kimi Räikkönen    | Ferrari              | 57     | +57.675             | 11   | 6      |
| 8   | 25 | Jean-Éric Vergne  | Toro Rosso-Renault   | 57     | +1:00.441           | 6    | 4      |
| 9   | 26 | Daniil Kvjat      | Toro Rosso-Renault   | 57     | +1:03.585           | 8    | 2      |
| 10  | 11 | Sergio Pérez      | Force India-Mercedes | 57     | +1:25.916           | 16   | 1      |
| 11  | 99 | Adrian Sutil      | Sauber-Ferrari       | 56     | +1 ronde            | 13   |        |
| 12  | 21 | Esteban Gutiérrez | Sauber-Ferrari       | 56     | +1 ronde            | 20   |        |
| 13  | 4  | Max Chilton       | Marussia-Ferrari     | 55     | +2 ronden           | 17   |        |
| NC  | 17 | Jules Bianchi     | Marussia-Ferrari     | 49     | +8 ronden           | 18   |        |
| DNF | 8  | Romain Grosjean   | Lotus-Renault        | 43     | ERS                 | Pit  |        |
| DNF | 13 | Pastor Maldonado  | Lotus-Renault        | 29     | ERS                 | 21   |        |
| DNF | 9  | Marcus Ericsson   | Caterham-Renault     | 27     | Oliedruk            | 19   |        |
| DNF | 1  | Sebastian Vettel  | Red Bull-Renault     | 3      | Motor               | 12   |        |
| DNF | 44 | Lewis Hamilton    | Mercedes             | 2      | Cilinder            | 1    |        |
| DNF | 19 | Felipe Massa      | Williams-Mercedes    | 0      | Schade ongeluk      | 9    |        |
| DNF | 10 | Kamui Kobayashi   | Caterham-Renault     | 0      | Ongeluk             | 14   |        |
| DSQ | 3  | Daniel Ricciardo  | Red Bull-Renault     | 57     | Gediskwalificeerd   | 2    |        |

## Standen na de Grand Prix

### Coureurs
| Positie | Nummer | Rijder          | Team              | Punten |
| ------- | ------ | --------------- | ----------------- | ------ |
| 1       | 6      | Nico Rosberg    | Mercedes          | 25     |
| 2       | 20     | Kevin Magnussen | McLaren-Mercedes  | 18     |
| 3       | 22     | Jenson Button   | McLaren-Mercedes  | 15     |
| 4       | 14     | Fernando Alonso | Ferrari           | 12     |
| 5       | 77     | Valtteri Bottas | Williams-Mercedes | 10     |

### Constructeurs
| Positie | Nummers | Team                 | Rijders                        | Punten |
| ------- | ------- | -------------------- | ------------------------------ | ------ |
| 1       | 20 22   | McLaren-Mercedes     | Kevin Magnussen Jenson Button  | 33     |
| 2       | 6 44    | Mercedes             | Nico Rosberg Lewis Hamilton    | 25     |
| 3       | 7 14    | Ferrari              | Kimi Räikkönen Fernando Alonso | 18     |
| 4       | 19 77   | Williams-Renault     | Felipe Massa Valtteri Bottas   | 10     |
| 5       | 11 27   | Force India-Mercedes | Sergio Pérez Nico Hülkenberg   | 9      |

## Noot
- Dit was het debuut van de Zweedse coureur Marcus Ericsson, de Deense coureur Kevin Magnussen en de Russische coureur Daniil Kvyat.
- Vijfde snelste ronde voor Nico Rosberg.
- Eerste podiumplaats voor Kevin Magnussen (en de eerste voor een Deense coureur) en de vijftigste podiumplaats voor Jenson Button.